# Rhabdophis angeli
Espèce
Synonymes
- Natrix angelii Bourret, 1934

Statut de conservation UICN

 DD  : Données insuffisantes
Rhabdophis angeli est une espèce de serpents de la famille des Natricidae. 

## Répartition
Cette espèce est endémique du Nord du Viêt Nam. Elle se rencontre dans les provinces de Thái Nguyên et de  Vĩnh Phúc.

## Étymologie
Cette espèce est nommée en l'honneur de Fernand Angel.

## Publication originale
- Bourret, 1934 : Notes herpétologiques sur l'Indochine Française II. Sur quelques serpents des montagnes du Tonkin. Bulletin Général de l'Instruction Publique, Hanoi, vol. 1934, p. 149-157.